# Paolo Bacigalupi
Paolo Tadini Bacigalupi (Paonia, 6 augustus 1972) is een Amerikaanse schrijver van fantasy- sciencefictionboeken. Hij won onder meer een World Fantasy Award, een Nebula Award, een Hugo Award, een Campbell Memorial Award, vier Locus Awards en twee Seiun Awards.

## Biografisch
Bacigalupi studeerde aan het Oberlin College met Oost-Aziatische studies als hoofdvak. Na het schrijven van een aantal korte verhalen bracht hij in 2008 zijn verhaal Pump Six uit in zowel novelettevorm als in de verhalenbundel Pump Six and Other Stories. Hiervoor won hij Locus Awards in twee categorieën. Centrale thema's in deze verzameling zijn toekomstige samenlevingen na extreme klimaatverandering, kunstmatige en genetische aanpassingen van mens en dier en naargeestige gevolgen hiervan, ook op politiek vlak. Dit zijn ook grote thema's in Bacigalupi's verdere werk.
Bacigalupi bracht in 2009 zijn eerste volledige boek uit, The Windup Girl. Dit speelt zich af in de 23e eeuw nadat de opwarming van de Aarde het zeeniveau enorm heeft verhoogd en fossiele brandstoffen op zijn. Waar een paar enorme bedrijven gespecialiseerd in biotechnologie en genetische manipulatie de totale voedselmarkt beheersen, vormt alleen Thailand een uitzondering die probeert te voorkomen dat de voedselbedrijven ook daar de macht grijpen. Bacigalupi won hiervoor zowel een Nebula Award, een Locus Award, een Hugo Award, een Seiun Award als een Campbell Memorial Award.
Bacigalupi publiceerde in 2010 het boek Ship Breaker. Dit is het eerste in een trilogie voor de young adult-doelgroep en speelt zich af in een post-apocalyptische toekomst waarin de poolkappen zijn gesmolten. Hierin treft een tiener een meisje aan dat hij vervolgens veilig probeert te houden in een wereld waarin vrijwel ieder personage erop uit is om anderen te gebruiken voor eigen gewin. Bacigalupi completeerde deze trilogie in 2023 met het derde boek, Tool of War. In de tussentijd bracht ook onder meer twee boeken uit voor jeugd in de middelbareschoolleeftijd.